# Lucas do Rio Verde
Lucas do Rio Verde är en kommun i Brasilien.   Den ligger i delstaten Mato Grosso, i den centrala delen av landet, 900 km väster om huvudstaden Brasília. Antalet invånare är 45 545.
Trakten runt Lucas do Rio Verde består till största delen av jordbruksmark. Runt Lucas do Rio Verde är det mycket glesbefolkat, med 7 invånare per kvadratkilometer.